# رفتار سگ
رفتار سگ‌ها، پاسخ‌های هماهنگ شده درونی یک سگ یا گروه‌های سگ‌های اهلی به تحریکات داخلی و خارجی است؛ که توسط هزاران ارتباط آنها با انسان‌ها و شیوه زندگیشان شکل گرفته‌است. به عنوان نتیجه ای از این تکامل فیزیکی و اجتماعی، سگ‌ها توانایی برقراری ارتباط و درک انسان‌ها را کسب نموده‌اند. دانشمندان رفتارشناس از حوزه گسترده‌ای از توانایی‌های شناختی اجتماعی در سگ‌های اهلی یا خانگی پرده برداری کرده‌اند.

## تکامل توأم با انسان‌ها
منشأ سگ‌های اهلی (نام علمی Canis lupus familiaris) مشخص نمی‌باشد. تمامی توالی ژنوم نشان می‌دهد که سگ، گرگ طوسی و گرگ تایمیر منقرض شده در یک زمان بین ۲۷۰۰۰ تا ۴۰۰۰۰ سال پیش از یکدیگر وا گراییدند. چگونگی اینکه سگ‌ها اهلی شدند مشخص نمی‌باشد اما دو نظریه اصلی وجود دارد که می‌گوید یا آنها خود به خود اهلی شده یا توسط انسان اهلی شده‌اند. شواهد نشان می‌دهد تکامل توأم رفتاری بین انسان و سگ‌ها وجود دارد.

## هوش
هوش سگ توانایی سگ در درک اطلاعات و نگه داری آن به عنوان دانش برای حل مشکلات می‌باشد. سگ‌ها نشان داده‌اند که می‌توانند از طریق استنباط یاد بگیرند. یک مطالعه بر روی ریکو نشان داد که او برچسب بیش از ۲۰۰ قلم جنس مختلف را می‌دانست. او نام اجسام جدید را از طریق یادگیری بر پایه محدود کردن استنباط کرد و به درستی این اجسام را فوراً بازیابی نمود. او پس از گذر چهار هفته از تجربه اولیه، این توانایی خود را حفظ کرد. سگ‌ها دارای مهارت‌های حافظه پیشرفته‌ای می‌باشند. یک مطالعه توانایی یادگیری و حافظه یک سگ نژاد بوردر کولی به نام «چِیسر» را ثبت کرده‌است. چِیسر بیش از ۱۰۰۰ کلمه را یادگرفته بود و قادر بود که آن کلمات را با دستور ات کلامی آن‌ها را مرتبط کند. سگ‌ها قادر به درک و دادن واکنشی مناسب به زبان بدن انسان مانند حرکات و اشاره کردن و همچنین فهمیدن دستور ات صوتی انسان می‌باشند.

## حس‌ها
حس‌های سگ‌ها شامل حس بینایی، شنوایی، بویایی، چشایی، لامسه، حس عمقی و حساسیت به میدان مغناطیسی زمین می‌باشد.

## رفتار ارتباطی
ارتباط سگ‌ها به نحوه «گفت و گوی» آنها با یکدیگر، درک پیام‌هایی که انسان‌ها به آنها می‌دهند و چگونگی ترجمهٔ ایده‌هایی که سگ‌ها سعی در انتقال آن‌ها دارند گفته می‌شود.: xii  این رفتارهای ارتباطی شامل ارتباط چشمی، حالت چهره، صداسازی، حالت بدن (شامل حرکات بدن و اعضا) و ارتباط حسی (رایحه‌ها، فرومون‌ها و طعم‌ها) است. ارتباط انسان‌ها با سگ‌ها با روش‌هایی مانند استفاده از صدا، حرکات دست و حالت بدن ارتباط برقرار می‌کنند. سگ‌ها همچنین می‌توانند یاد بگیرند که بیانیه‌ها و حالات صورت انسان‌ها را درک کرده و ارتباط احساساتی با انسان‌ها برقرار نمایند.

## رفتارهای اجتماعی
دو مطالعه نشان داده‌است که رفتار سگ‌ها با توجه به اندازه جثه آنها، وزن بدن و اندازه جمجمه تغییر می‌کند.

### بازی

#### سگ با سگ
بازی کردن دو سگ با هم تعدادی رفتار را شامل می‌شود که برخوردهای مهاجمانه محسوب می‌شوند. مانند دندان دندان کردن، گاز گرفتن و غریدن.

#### سگ با انسان
انگیزه برای یک سگ برای بازی کردن با سگی دیگر با انگیزه او برای بازی کردن با یک انسان متفاوت است. سگ‌ها که با هم راه می‌روند و فرصت بازی با یکدیگر را دارند و با فرکانسی مشابه سگ‌هایی که تنها قدم می‌زنند، با صاحبانشان بازی می‌کنند.

### همدلی
در سال ۲۰۱۲ یک مطالعه روی سگ‌ها نشان داد زمانی که صاحبشان یا یک غریبه تظاهر به گریه کردن می‌کند بیشتر به سمت آن فرد هدایت می‌شوند نسبت به زمانی که آن شخص در حال صحبت کردن یا زیر لب زمزمه کردن باشد. وقتی که یک غریبه تظاهر به گریه کردن می‌کند، سگ‌ها به جای نزدیک شدن به صاحبشان که منبع معمول تسکین بخش آنهاست، به سمت غریبه رفته و شروع به بو کردن، با پوزه مالیدن و لیس زدن آن شخص می‌کنند.